# Aleisk
Aleisk (en rus Алейск) és una ciutat del krai de l'Altai, a Rússia, que es troba a la vora del riu Alei a 120 km al sud-oest de Barnaül.

## Demografia
| 1959   | 1970   | 1979   | 1989   | 1996   | 2002   | 2008   | 2010   | 2011   |
| ------ | ------ | ------ | ------ | ------ | ------ | ------ | ------ | ------ |
| 24 500 | 32 500 | 31 300 | 30 300 | 31 100 | 28 551 | 28 535 | 29 510 | 29 491 |